# Волчек, Наталья Мечиславовна
Ната́лья Мечисла́вовна Во́лчек (род. 6 января 1972, Минск) — белорусская гребчиха, выступала за сборную Белоруссии по академической гребле в 1990-х годах.Бронзоввый призёр летних Олимпийских игр  1996 г. в Атланте, чемпионка Игр доброй воли 1994 г., многократный победитель и призер этапов Кубка мира, республиканских и международных соревнований. На соревнованиях представляла спортивное общество «Динамо», заслуженный мастер спорта Республики Беларусь.

## Биография
Наталья Волчек родилась 6 января 1972 года в Минске. Училась в средней общеобразовательной школе № 91.  Является мастером спорта СССР по бадминтону. Греблей академической начала заниматься  в 18 лет, проходила подготовку в минском физкультурно-спортивном обществе «Динамо».
На  международных соревнованиях дебютировала в сезоне 1993 года, в этом же году. на чемпионате мира в чешском городе Рачице — заняла пятое место в составе  распашных восьмёрок с рулевой и седьмое в безрульных четвёрках. Год спустя выступала на мировом первенстве в американском Индианаполисе, в гонке восьмиместных экипажей вновь была пятой. Ещё через год повторила этот результат на чемпионате мира в финском Тампере.
Благодаря череде удачных выступлений удостоилась права защищать честь страны на летних Олимпийских играх 1996 года в Атланте — в составе команды, куда также вошли гребчихи Марина Знак, Елена Микулич, Наталья Стасюк, Тамара Давыденко, Валентина Скрабатун, Наталья Лавриненко, Александра Панькина и рулевая Ярослава Павлович, завоевала в программе распашных восьмёрок бронзовую медаль, пропустив вперёд только экипажи из Румынии и Канады. За это достижение в 1997 году удостоена почётного звания «Заслуженный мастер спорта Республики Беларусь».
На  этапах Кубка мира  1998 года Волчек Н. неоднократно становилась победительницей и призёркой, при этом соревновалась   в программе парных четвёрок. Приняла участие в чемпионате мира, прошедшем в Кёльне, в финальном заезде её четвёрка финишировала восьмой.
Имеет высшее образование, в 1997 году окончила Белорусский государственный университет физической культуры, где обучалась на спортивно-педагогическом факультете массовых видов спорта. С 1992 по 2000 год являлась спортсменом-инструктором национальной команды по гребле академической. В  2000 году после полученной травмы завершила спортивную карьеру. После завершения спортивной карьеры профессиональной спортсменки с 2001 года работает в национальной команде Республики Беларусь по  гребле академической, в настоящее время является начальником команды-старшим тренром национальной команды.